# Dahlum
Dahlum ist eine Gemeinde im niedersächsischen Landkreis Wolfenbüttel.

## Geographie
Die Gemeinde Dahlum liegt zwischen Schöppenstedt und Schöningen an der B 82 und erstreckt sich auf einer Fläche von 15,12 km². Die Kreisstadt Wolfenbüttel liegt etwa 22 km westlich.
Die Gemeinde gliedert sich in die Ortsteile Groß Dahlum (579 Einwohner) und Klein Dahlum (77 Einwohner).

## Geschichte
Alte Bezeichnungen von Dahlum sind vor 982 Daluuu, 1022 Daleheim, 1022 Dalem, 1129 Dalehem und um 1200 Dalum. Die Namengebung des Ortes nimmt Bezug auf die Lage Dahlums in einer leichten Muldenlage zwischen dem Elm im Norden und dem Burgberg im Süden.
Am 1. März 1974 wurden bei der Gebietsreform in Niedersachsen die Gemeinden Groß Dahlum und Klein Dahlum zur neuen Gemeinde Dahlum zusammengefasst.
Seit 1. Januar 2015 ist Dahlum Mitgliedsgemeinde der Samtgemeinde Elm-Asse, die ihren Verwaltungssitz in der Stadt Schöppenstedt hat.

## Politik

### Gemeinderat
Der Rat der Gemeinde Dahlum setzt sich aus neun Mitgliedern zusammen. Bei der Kommunalwahl 2021 ergab sich folgende Sitzverteilung:
- Wählergruppe „Gemeinsam für Dahlum“: 8 Sitze
- Einzelbewerber Rolf Schrader: 1 Sitz

### Bürgermeister
Der Bürgermeister von Dahlum ist Gerrit Nehrkorn (SPD). Seine Stellvertreter sind Sandra Willeke (WG Dahlum) und Rolf-Christian Schrader (WG Dahlum).

### Wappen
| | Blasonierung: „Im geteilten Schild oben in Rot ein schreitender blau bewehrter goldener Löwe; unten in Gold, mit roten Herzen bestreuten Feld zwei schwarze Sparren.“ |
| Wappenbegründung: Am 1. März 1974 entstand, durch den Zusammenschluss der Ortschaften Groß Dahlum und Klein Dahlum, die Gemeinde Dahlum. Der Landkreis Wolfenbüttel genehmigte den Wunsch der neuen Gemeinde, das alte Wappen von Groß Dahlum weiterzuführen. Der welfische Löwe weist auf die jahrhundertelange Zugehörigkeit zum Herzogtum Braunschweig hin, die hier am Sitz des Amtes Voigtdahlum ausgeübt wurde. Die untere Schildhälfte, mit den zwei schwarzen Sparren im mit roten Herzen bestreuten Feld, ist das Wappen der Adelsfamilie von Dahlum, die im Gemeindegebiet ihren Stammsitz hatte. Das Wappen der ehemaligen Gemeinde Groß Dahlum wurde vom Heraldiker Gustav Völker gestaltet und am 31. Oktober 1952 durch das Niedersächsische Ministerium des Innern genehmigt. | |

## Kultur und Sehenswürdigkeiten

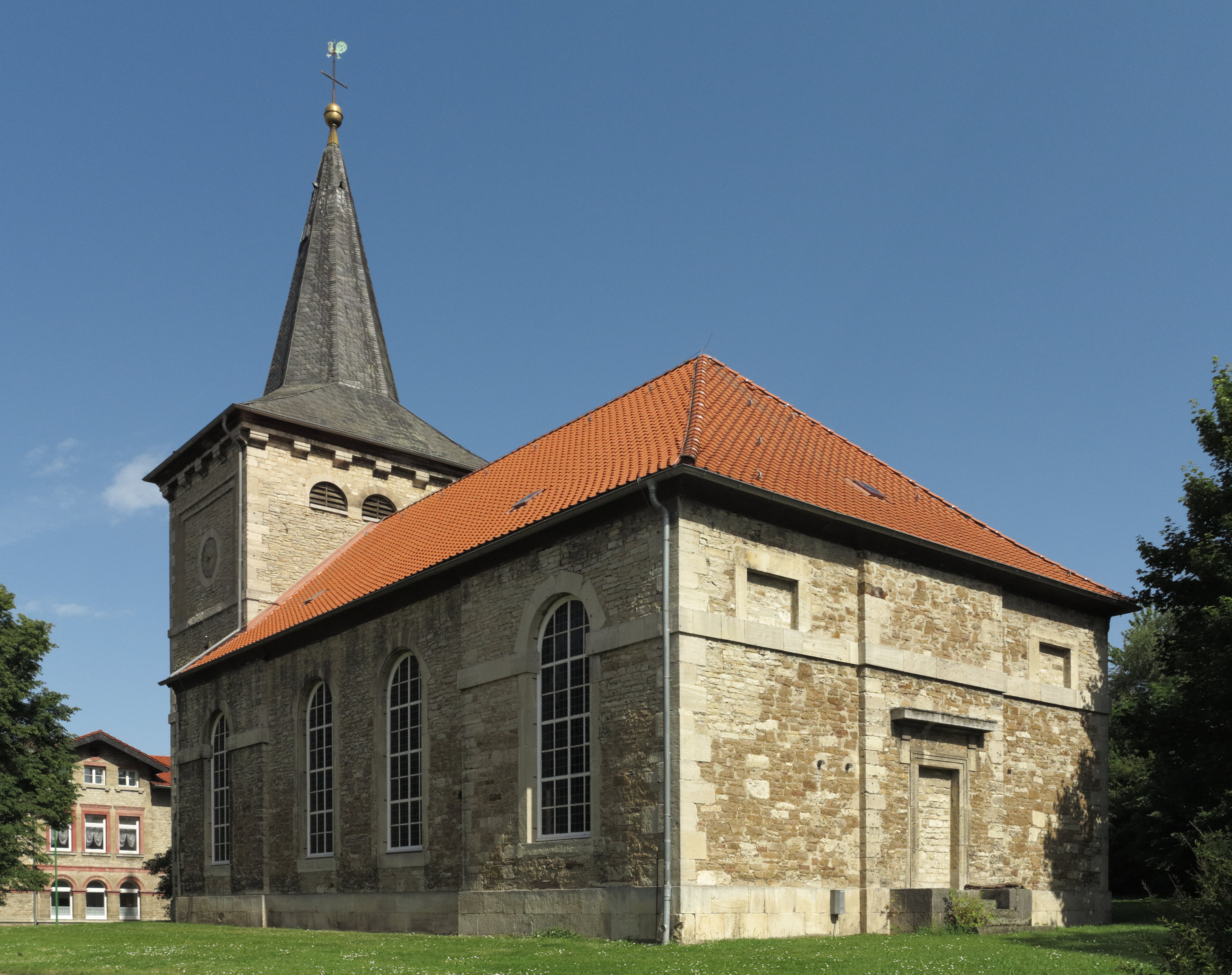
St.-Marien-Kirche in Groß Dahlum

Die Dorfkirche St. Marien in Groß-Dahlum wurde 1820 als stilreines klassizistisches Gebäude anstelle der 1317 erstmals erwähnten Vorgängerkirche errichtet.
Die aus dem 12. Jahrhundert stammende Wehrkirche in Klein-Dahlum besitzt eine kleine Kirchenglocke, die 1612 von Hans Wilcken gegossen wurde, sowie eine große Glocke, die 1662 von Heiso Meyer gegossen wurde.

## Wirtschaft und Infrastruktur

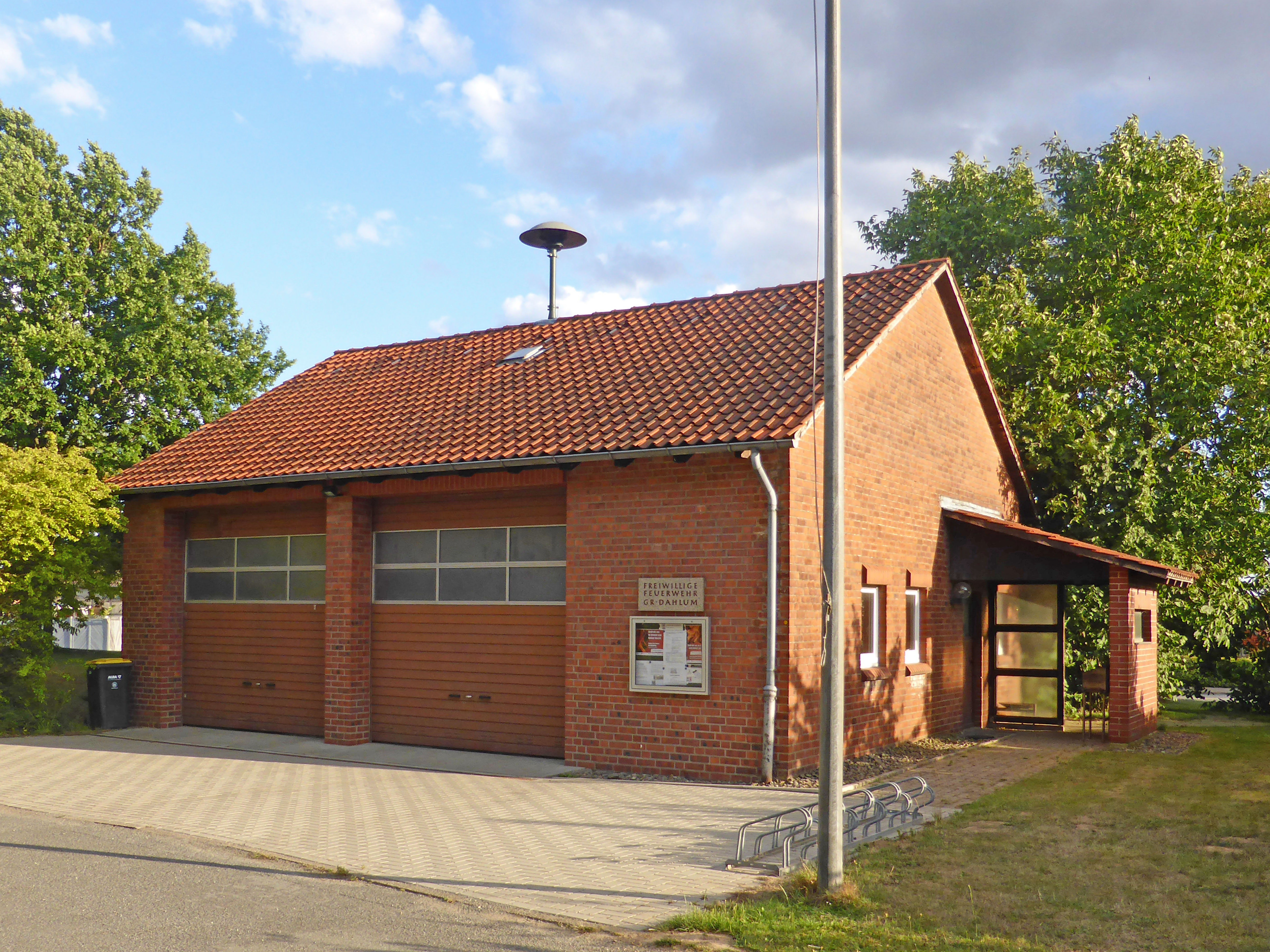
Feuerwehrhaus in Groß Dahlum

Seit 2013 kommt eine „rollende Arztpraxis“ regelmäßig im Rahmen eines Pilotprojektes in den Ort, um ein Minimum an ärztlicher Versorgung zu sichern.
Die Bundesstraße 82 durchquert den Ort von West nach Ost und verbindet ihn mit Schöppenstedt und Schöningen.

## Persönlichkeiten

### In Dahlum geboren
- Wilhelm Schulz (* 1806 in Dahlum; † 1888 in Braunschweig), Jurist und Staatsminister im Herzogtum Braunschweig

### Mit Dahlum verbunden
- Georg August Friedrich Goldmann (1785–1855), von 1830 bis 1855 Pastor in Groß- und Klein-Dahlum